# Estación Rosario de la Frontera
Rosario de la Frontera es una estación de ferrocarril ubicada en la ciudad del mismo nombre, provincia de Salta, Argentina.

## Historia
La estación fue abierta al tránsito en junio de 1886 por el Ferrocarril Central Norte Argentino.
Es terminal del Ramal C8 que empieza en la Estación Las Cejas, provincia de Tucumán.

## Servicios
No presta servicios de pasajeros, sólo de cargas. Sus vías e instalaciones están a cargo de la empresa estatal Trenes Argentinos Cargas.
Hasta 1993, Rosario de la Frontera era una de las estaciones donde paraba el tren "El Norteño" que unía Retiro con Salta y Jujuy, vía Rosario, Córdoba y Tucumán. Era uno de los servicios principales del Ferrocarril Belgrano. Desde entonces no corren trenes de pasajeros.